# Patrice Esnault
Patrice Esnault es un ex ciclista profesional francés. Nació en Orléans (Francia) el 12 de junio de 1961. Fue profesional entre 1985 y 1994 ininterrumpidamente.
Entre sus victorias como amateur destaca la Chrono des Herbiers en 1984. Debutó como profesional en el equipo francés Skil-Sem, donde coincidió con grandes ciclistas de la talla de Sean Kelly o Eric Caritoux.

## Palmarés
| 1984 (como amateur) - Gran Premio de Marbriers - Chrono des Herbiers 1985 - 1 etapa del Trofeo Joaquim Agostinho 1986 - Premio de la Amistad, más 2 etapas - 1 etapa del Tour del Mediterráneo 1987 - Gran Premio de Midi libre | 1988 - París-Bourges, más 1 etapa - 1 etapa de la París-Niza 1990 - 1 etapa de la Vuelta a España 1992 - París-Camembert |

## Resultados en las grandes vueltas
| Carrera         | 1985 | 1986 | 1987 | 1988 | 1989 | 1990 | 1991 | 1992 | 1993  | 1994 |
| --------------- | ---- | ---- | ---- | ---- | ---- | ---- | ---- | ---- | ----- | ---- |
| Giro de Italia  | -    | -    | -    | -    | -    | -    | -    | -    | -     | -    |
| Tour de Francia | -    | Ab.  | Ab.  | 78.º | -    | -    | 28.º | -    | 119.º | -    |
| Vuelta a España | Ab.  | -    | -    | -    | 59.º | Ab.  | 98.º | -    | -     | -    |
| Mundial en Ruta | -    | -    | -    | -    | -    | -    | -    | -    | -     | -    |

-: no participa

Ab.: abandono

## Equipos
- Skil-Sem (1985)
- KAS (1986)
- R.M.O. (1987-1989)
- BH-Amaya Seguros (1990)
- Amaya Seguros (1991)
- Chazal (1992-1993)
- Catavana (1994)